# Kim Vandenberg
Kimberly "Kim" Vandenberg, född 13 december 1983 i Berkeley i Kalifornien, är en amerikansk simmare.
Vandenberg blev olympisk bronsmedaljör på 4 × 200 meter frisim vid sommarspelen 2008 i Peking.